# Lynn Boden
Pour les articles homonymes, voir Boden (homonymie).
(en) Statistiques sur pro-football-reference
Lynn Ray Boden (né le 5 juin 1953 à Stromsburg) est un joueur américain de football américain.

## Carrière

### Université
Lynn fait ses études à l'université d'État du Dakota du Sud, jouant avec l'équipe des Jackrabbits de l'université, au football américain.

### Professionnel
Lynn Boden est sélectionné au premier tour du draft de la NFL de 1975 par les Lions de Detroit au treizième choix. Lors de sa première saison, il devient offensive guard titulaire, jouant quatorze matchs dont douze comme titulaire. Il conserve sa place de titulaire en 1976 malgré une baisse au nombre de titularisation. Pour la saison 1977, il change de côté, et fait une saison 1978 pleine, jouant l'ensemble des matchs de la saison comme titulaire.
Il signe avec les Bears de Chicago en 1979 mais ne trouve pas une place dans l'alignement de Chicago, entrant en cours de dix matchs. Après cette saison, il quitte le monde du football américain, totalisant soixante-sept matchs dont quarante-neuf comme titulaire et récupéré un fumble (en 1975).